# Acalymma caucum
Acalymma caucum es una especie de  coleóptero de la familia Chrysomelidae.
Fue descrita científicamente por primera vez en 1956 por Bechyne.